# La Bataille de Leningrad
Pour plus de détails, voir Fiche technique et Distribution.
La Bataille de Leningrad (Спасти Ленинград, Spasti Leningrad) est un film de guerre russe écrit et réalisé par Aleksey Kozlov, sorti en 2019.

## Synopsis
16 septembre 1941. Quelques jours après le début du siège de Leningrad, un jeune couple, Kostya Gorelov et Nastya Tkachyova, embarque à bord d'une péniche, la "752", qui doit permettre à un grand nombre de personnes de fuir la ville assiégée par les Nazis. Parmi eux, un agent du NKVD qui a enquêté sur le père de Nastya. Malgré la vétusté du navire, son commandant, le père de Kostya, Nikolai Gorelov, fait tout de même monter mille deux cents personnes et refuse que son fils soldat aille se battre contre l'ennemi. Leur périple s'avère rapidement risqué lorsqu'il traverse le lac Ladoga en pleine tempête. La péniche tangue dangereusement et menace de couler jusqu'au moment où des avions survolent les passagers : ils constatent que ce sont des Nazis qui viennent pour les bombarder. Entre l'assaut ennemi sur le navire et la gigantesque tempête, cela se termine par une tragédie avec le naufrage du bateau. Malgré leurs efforts, seules deux cents personnes environ survivent à cette catastrophe.

## Fiche technique
- Titre : La Bataille de Leningrad
- Titre original : Спасти Ленинград (Spasti Leningrad)
- Réalisation et scénario : Aleksey Kozlov
- Montage : Anton Dementiev et Aleksey Maklakov
- Musique : Yuri Poteyenko
- Photographie : Aleksey Doronkin et Gleb Vavilov
- Production : Aleksey Kozlov, Arkady Fateev, Anton Dementiev et Elena Gromova
- Sociétés de production : Studio AVK et Algous studio 7
- Sociétés de distribution : Universal Pictures Russia, All Media Company et NTV
- Pays d'origine :  Russie
- Langue originale : russe
- Format : couleur
- Genre : guerre
- Durée : 96 minutes
- Dates de sortie :
  -  Russie : 27 janvier 2019
  -  France : 3 décembre 2019 (sur Canal + Cinéma)

## Distribution
- Maria Melnikova : Anastasiya Alexandrovna Tkachyova "Nastya" Nastya Tkachyova
- Andrey Mironov-Udalov : Konstantin Nikolaevich Gorelov "Kostya" Kostya Gorelov
- Gela Meskh : Vadim Petruchik
- Anastasiya Melnikova : Mariya Nikolaevna Tkachyova
- Valeriy Degtyar : Alexandr Naumovich Tkachyova
- Vitaliy Kichchenko : Colonel Nikolai Gorelov
- Aleksey Chevchenkov : Erofeev
- Boris Chtcherbakov : le chef du personnel
- Sergey Zharkov : Gena Bukin
- Ivan Lyrchikov : Andrey Babintsev
- Yesenia Raevskaya : Pomerantseva
- Vadim Andreyev : Skvortsov
- Inga Strelkova-Oboldina : Galochka
- Vladimir Petrov : Sacha
- Vladimir Seleznev : Yarygin
- Mikhail Morozov (ru) : Vitya
- Evgenia Lyubimova : Lyusya
- Pavel Grigoriev : Mikhail Efimovich
- Natalya Tkachenko : Liza
- Maria Kapustinskaya : Sveta Goncharova
- Stepan Yakovlev : Seryozha
- Elena Zimina : Zoya